# أحمد البشير
أحمد البشير (17 تشرين الأول 1984-) إعلاميّ كوميدي ومخرج عراقي، ولد في مدينة الطب، بغداد لكنه نشأ في الرمادي.
اشتهر بكونه مقدم البرنامج السياسي الساخر البشير شو الذي يعرض على قناة دويتشه فيله العربية، وتجاوزت مشاهدات حلقاته النصف مليار مشاهدة على يوتيوب.
برامجه الساخرة لاقت إعجاب الكثيرين، فهو يعتبر حالياً من أشهر الإعلاميين في العراق. وتم اختياره واحداً من أكثر عشرين شخصية مؤثرة في العالم العربي من قبل مركز أبحاث التأثير العالمي.

## حياته
نشأ أحمد في عائلة دينية، كان والده دكتور في الشريعة الإسلامية وكان ملزماً بالذهاب إلى الجامع وحفظ القرآن الكريم. عائلته مكونة من ثلاث إخوان وثلاث أخوات. أخوه الأوسط «معاذ» توفي بعمر الخامسة عشر في أبريل 2006 أثر قاذفة هاون سقطت عليه وهو في حديقة المنزل وبعد شهر من هذه الحادثة قرر أحمد ترك دراسته الجامعية بسبب صدمته وبسبب ظروف الحرب الطائفية وقرر الانتقال للسكن مع عمه في الرمادي.
أكمل دراسته الابتدائية في الرمادي وبعدها انتقلت عائلته إلى بغداد في حي المنصور حيث أكمل دراسته المتوسطة والإعدادية هناك، وتخرج من إعدادية المنصور للبنين ودرس في كلية تقنية إدارية قسم محاسبة لمدة سنتين وبعدها قرر أن يغير تخصصه ويذهب لدراسة الإعلام في جامعة النهرين في عام 2006.
وبعد سنة ونصف من انتقاله في يوليو 2007 خُطفَ والدُه بأيدي تنظيم القاعدة، وأطلقوا سراحه بعد عدة أيام وكانت حالته الصحية سيئة نتيجة التعذيب فقررت عائلته الذهاب إلى سوريا لغرض عمل عملية لوالده لكن العملية فشلت، وتوفي والده أثر توقف كليته ودفن في سوريا، وبعدها عادت عائلته إلى العراق.
في عام 2011، وبعد نجاته من تفجير انتحاري، انتقل أحمد إلى عمان، الأردن حيث بدأ بالعمل والإقامة هناك.

## مشوارهُ المهني

### عمله كمراسل صحفي
حتى عام 2011، عمل أحمد البشير لمدة ثماني سنوات مراسلاً صحفياً للقنوات الإخبارية العراقية.
في 24 فبراير 2011 وأثناء تغطيته لمهرجان شعر شعبي في الرمادي بمناسبة المولد النبوي، حصل هناك انفجار انتحاري أدى إلى إصابته ووفاة سبعة من اصدقائه، أثر هذا الحادث على نفسيته كثيرًا.

### تقديمه لبرامج تلفزيونية
وقرر بعدها أن يغير حياته ويبدأ بداية جديدة مع قناة البابلية ببرنامج شكو ماكو الذي أدى إلى شهرته وبعدها عمل مع قناة الشرقية لمدة سنتين قدم فيها العديد من البرامج مثل ليفة ستايل ومقطاطة وأبو لسان.

### البشير شو
بعدها فكر بتقديم شيء جديد. فتعرف على المخرج حسام الأعرجي وفكر بتقديم برنامج جديد يعالج المشاكل الموجودة بالمجتمع وسماه «البشير شو» وهو عبارة عن برنامج كوميدي سياسي ساخر، أدى هذا البرنامج إلى زيادة شهرته وشعبيته في الشارع العراقي والعربي. تم عرض الموسم الأول له في عام 2014 على قناة الشاهد المستقل وعلى منصة يوتيوب. والموسم الثاني له عرض على اليويتوب فقط والموسم الثالث له عرض على قناة السومرية الفضائية وقناة دويتشه فيله العربية إلا أنه قررت هيئة الإعلام والاتصالات العراقية إيقاف عرض برنامجه على قناة السومرية وذلك بسبب «مخالفته لمواد الالتزام بالنزاهة والشفافية في نقل المعلومات، وإستخدامه اللغة الهابطة والإيحاءات المسيئة للذوق العام» بحسب قولهم.

### عرض البشير شو على دويتشه فيله
فعرض على قناة دويتشه فيله فقط ولكن من الحلقة عشرة إلى نهاية الموسم تم عرضه على قناتي إن آر تي ودويتشه فيله. وفي الموسم الرابع عرض البرنامج فقط على قناة دويتشه فيله وذلك بسبب توقف قناة إن آر تي عن عرضه بسبب عدة مخالفات وضغوط عليهم فعرضوا فقط ثلاث حلقات (حلقة 13 و14 و15) والموسم الخامس والسادس والسابع والثامن تم عرضهم على قناة دويتشه فيله فقط بالإضافة إلى عرضه على منصة يويتوب في كامل مواسمه.

### البشير شو على يوتيوب
حصدت قناته على اليويتوب أكثر من خمسة ملايين مشترك ومشاهداته تخطت التسعمئة مليون مشاهدة. لعب برنامج البشير شو دوراً أساسياً في تظاهرات تشرين العراقية.

### أشخاص تأثر بهم
يقول أحمد أنه من المعجبين والمتأثرين بالإعلامي الكوميدي المصري الشهير باسم يوسف والإعلامي الكوميدي الأمريكي جون ستيوارت.

### برنامج نعثلة
في عام 2016 قدم أحمد برنامج «نعثلة» على اليويتوب وهو برنامج قصير يتناول مواضيع مختلفة في المجتمع العراقي بطريقة ساخرة وعمل له ثلاثة مواسم.

### برنامج 11 إكس
وفي عام 2016 قدم أحمد برنامج «11 أكس» على اليويتوب وهو برنامج قصير يسخر به أحمد على تنظيم داعش.

### مسلسل لخة
في رمضان 2019 عمل مخرجاً لمسلسل «لخة» الذي عرض على قناة الشرقية وهو مسلسل كوميدي لايت، يتناول مجموعة من الأحداث التي يعيشها المواطن العراقي بطريقة ساخرة.

#### زمالة موريس ر. غرينبرغ
في عام 2019، حصل أحمد على زمالة موريس ر. غرينبيرغ الدولية من جامعة ييل.

### ظهوره في فيلم وثائقي
في عام 2020، ظهر أحمد في الفيلم الوثائقي حدث ذات مرة في العراق.

## تهديده بالقتل
في يناير 2020 هددته مجموعة تنسب نفسها إلى التيار الصدري في العراق، على خلفية حلقة اعتُبرت مسيئة لزعيم التيار الصدري مقتدى الصدر في حلقته، ساخرا من بعض المواقف السياسية المتعلقة بالوضع الراهن في العراق، فضلا عن قسَم الصدر بـ”رب الراقصات“ التي تعني "رب الأبل" أو "مالك الأبل" في أحد بياناته. وبدأت التهديدات عندما نشر حساب صالح محمد العراقي تدوينه تطاله كما نشرت مجموعة مسلحة تدعي انتماءها وقربها من الصدر، مقطعا مرئيا تهدده به.

## حياته الشخصية
في 2020 كشف أحمد البشير بمقابلة مع جعفر عبد الكريم إنه مرتبط رسمياً بفتاة عراقية الجنسية، تعرف عليها منذ مدة طويلة ولكنه لم يستطع عمل حفل زفاف بسبب جائحة كورونا.

## أعماله

### البرامج
| اسم البرنامج                        | عرض على                                                            |
| ----------------------------------- | ------------------------------------------------------------------ |
| ليفة ستايل                          | قناة الشرقية                                                       |
| شكو ماكو                            | قناة البابلية                                                      |
| أبو لسان                            | قناة الشرقية                                                       |
| مقطاطة                              | قناة الشرقية                                                       |
| البشير شو الموسم الأول              | قناة الشاهد المستقل ويوتيوب                                        |
| البشير شو موسم 1.5                  | يوتيوب                                                             |
| البشير شو الموسم الثاني             | قناة السومرية الفضائية (سابقاً) ودويتشه فيله العربية وقناة إن آر تي |
| البشير شو الموسم الثالث             | دويتشه فيله العربية ويوتيوب                                        |
| البشير شو الموسم الرابع             | دويتشه فيله العربية ويوتيوب                                        |
| البشير شو اكس (الموسم الخامس)       | دويتشه فيله العربية ويوتيوب                                        |
| نعثلة                               | يوتيوب                                                             |
| 11❌                                | يوتيوب                                                             |
| البشير شو الجمهورية (الموسم السادس) | دويتشه فيله العربية ويوتيوب                                        |
| البشير شو الجمهورية (الموسم السابع) | دويتشه فيله العربية ويوتيوب                                        |

### المسلسلات
| العام | اسم المسلسل | عرض على      | الدور        | ملاحظات                |
| ----- | ----------- | ------------ | ------------ | ---------------------- |
| 2019  | "لخة"       | قناة الشرقية | مقدم المسلسل | عمل أيضاً كمخرج للمسلسل |

## وصلات خارجية
- الموقع الرسمي
- أحمد البشير على موقع قاعدة بيانات الأفلام العربية